# Rakhee Thakrar
Rakhee Thakrar, född 29 februari 1984 i Leicester, Leicestershire, är en brittisk skådespelare.
Thakrar har bland annat medverkat i TV-serierna Eastenders (2014–2016), Sex Education (2019–2021) och Karen Pirie: Kalla fall samt Rules of the Game från 2022. Hon har även medverkat i filmen Wonka från 2023.

## Filmografi (i urval)
- 2014–2016: Eastenders
- 2019–2021: Sex Education
- 2022: Karen Pirie: Kalla fall
- 2022: Rules of the Game
- 2023: Wonka
- 2025 – Jack Wrights testamente (TV-serie)